# Як-43
Як-43 (внутреннее обозначение: изделие 201) — проект истребителя укороченного взлёта и посадки, разрабатывавшийся в ОКБ Яковлева как «сухопутная» версия СВВП Як-141. Работы по проекту начались в 1980 году, но были прекращены в начале 1990-х из-за отсутствия финансирования.

## Описание

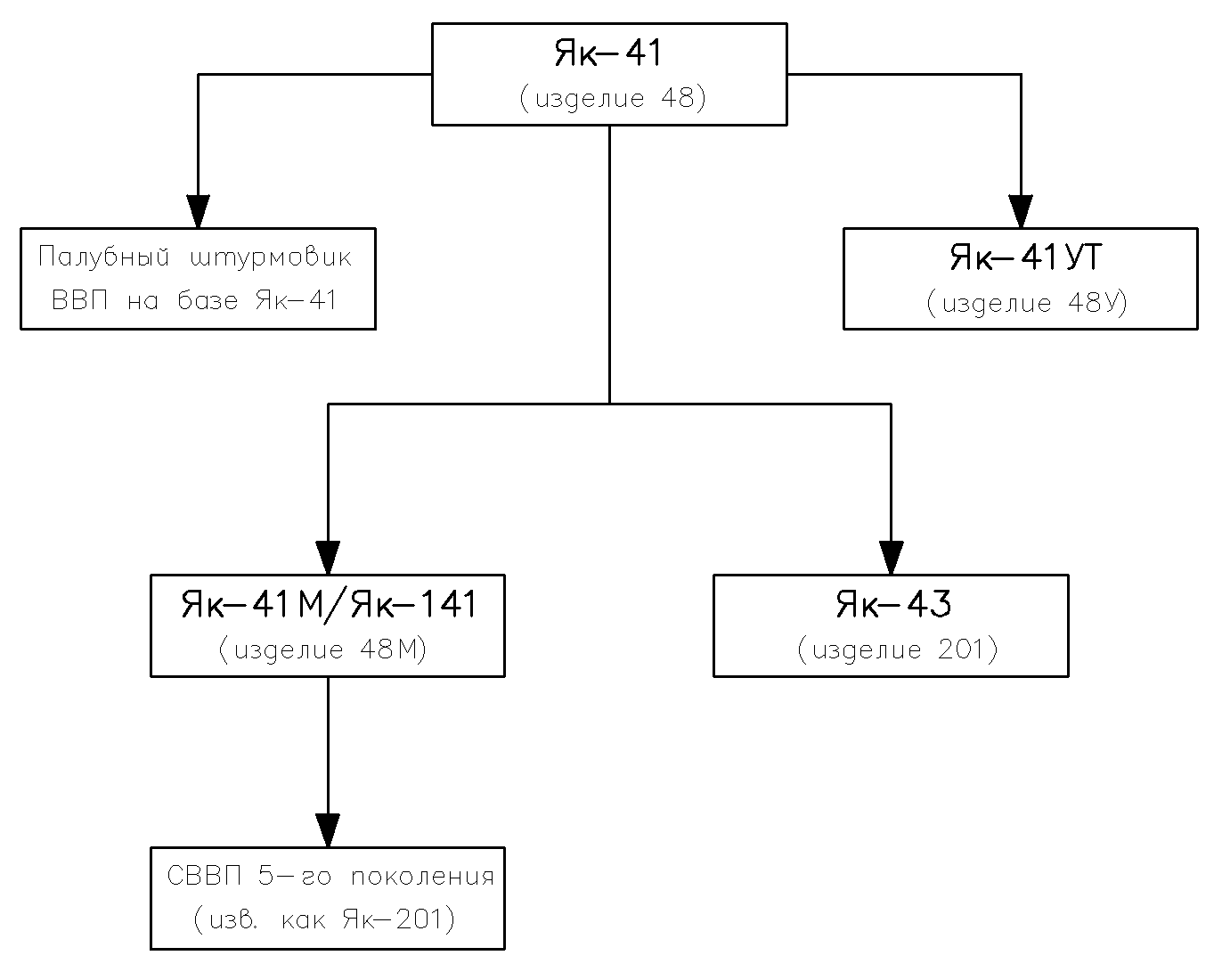
Як-43 на древе модификаций Як-41

Разработка проекта Як-43 началась в 1980 году, в самый разгар работ по палубной «вертикалке» Як-41. Самолёт планировался как версия Як-41 для базирования на сухопутных аэродромах. Як-43 проектировался как самолёт укороченного взлёта и посадки с длиной разбега 120 метров.
Як-43 имел следующие отличия в конструкции от своего палубного «собрата»:
- силовая установка из единственного двигателя НК-32 с поворотным соплом (максимальная тяга 25 000 кгс, используется на стратегическом бомбардировщике Ту-160)
- увеличенная площадь крыла, что означало больший запас топлива, а поэтому больший боевой радиус
- новая интегральная компоновка, представляющего собой единое целое фюзеляжа с крылом
- использование элементов технологии снижения заметности

Из-за тяжёлой экономической обстановки в стране и прекращения финансирования все работы по проекту были остановлены в начале 1990-х годов.

## Лётно-технические характеристики

### Технические характеристики
- Экипаж: 1 человек
- Двигатели:
  - Маршевый двигатель НК-32
    - тип двигателя: турбореактивный двухконтурный с форсажной камерой и управляемым вектором тяги
    - количество: 1
    - тяга:
      - на форсаже: 1 × 25 000 кгс

### Лётные характеристики
- Длина разбега: 120 м